# Ipo moorei
Ipo moorei är en insektsart som beskrevs av Evans 1969. Ipo moorei ingår i släktet Ipo och familjen dvärgstritar. Inga underarter finns listade i Catalogue of Life.